# War for the Planet of the Apes
War for the Planet of the Apes és una pel·lícula estrenada el 2017 que pertany a la sèrie de pel·lícules de El planeta dels simis. Resulta el tancament d'una trilogia començada amb Rise of the Planet of the Apes. Fou dirigida per Matt Reeves. Ha estat subtitulada al català.

## Anàlisi
Tracta els temes de la venjança i l'esclavatge mitjançant l'ús del recurs literari de l'al·legoria. Els elements del gèneres cinematogràfics que s'han afegit a la base de ciència-ficció són el western, el cinema bèl·lic, el cinema d'aventures i el cinema de motins i fugides. El caràcter bèl·lic és un símil de la Guerra de Vietnam.
Conté referències a altres pel·lícules: Apocalypse Now, El pont del riu Kwai i La gran evasió.

## Rebuda
A El Español Desirée de Fez li va donar una ressenya positiva afirmant que és "la millor superproducció del que va la dècada".